# Municipio de Fairview (condado de Monona)
El municipio de Fairview (en inglés: Fairview Township) es un municipio ubicado en el condado de Monona en el estado estadounidense de Iowa. En el año 2010 tenía una población de 136 habitantes y una densidad poblacional de 2,1 personas por km².

## Geografía
El municipio de Fairview se encuentra ubicado en las coordenadas 42°10′51″N 96°17′58″O / 42.18083, -96.29944. Según la Oficina del Censo de los Estados Unidos, el municipio tiene una superficie total de 64.7 km², de la cual 63,22 km² corresponden a tierra firme y (2,28 %) 1,48 km² es agua.

## Demografía
Según el censo de 2010, había 136 personas residiendo en el municipio de Fairview. La densidad de población era de 2,1 hab./km². De los 136 habitantes, el municipio de Fairview estaba compuesto por el 98,53 % blancos, el 1,47 % eran de otras razas. Del total de la población el 1,47 % eran hispanos o latinos de cualquier raza.